# Juin 1919

## Événements
- La suprématie des communistes hongrois est consacrée au congrès du parti, suivi de l’Assemblé nationale des Conseils, une sorte de Constituante qui adopte le principe de la dictature du prolétariat et le nom d’État socialiste fédératif. De fait, la dictature est exercée par Béla Kun et son directoire de cinq membres. Le régime pratique la terreur à l’aide d’une unité spéciale terroriste du gouvernement, une police parallèle appelée familièrement « les gars de Lénine ».
  - Le gouvernement de Béla Kun nationalise toutes les entreprises industrielles et commerciales. Il prend des décrets sociaux pour les femmes et les enfants, des mesures de contrôle sur la presse, la culture et les professions libérales. Il attribue les terres confisquées aux grands propriétaires à des coopératives, alors que les paysans et le prolétariat agraire s’attendent à leur distribution. La Hongrie connaît bientôt la pénurie, le rationnement et l’inflation (la couronne chute de 90 %).

- 3 juin[1] : création d’un ministère de la Santé au Royaume-Uni.

- 7 juin : exposition Max Beckmann à Francfort.

- 10 juin au 13 juin en France : grèves dans la métallurgie.

- 14 juin : le pilote français Jean Casale bat le record d’altitude en avion : 9 650 mètres, sur un « Nieuport 29 C1 ».

- 14 au 15 juin : première traversée sans escale et d’ouest en est de l’Atlantique Nord effectuée par les Britanniques John Alcock et Arthur Brown, à bord d’un « Vickers Vimy », entre Saint John's à Terre-Neuve et Clifden en Irlande.

- 16 juin : les Alliés adressent un ultimatum à l’Allemagne. Berlin a cinq jours pour accepter les conditions de paix.

- 17 juin : Jeanne d'Arc est officiellement déclarée sainte et Louise de Marillac, bienheureuse.

- 21 juin : sabordage de la flotte de guerre allemande à Scapa Flow dans les îles Orcades.

- 22 juin : Mustafa Kemal lance d’Amasya une proclamation condamnant la politique impériale de démission.

- 22 - 23 juin : l’assemblée de Weimar s’incline à 237 voix contre 138. Elle rejette cependant les articles sur la responsabilité et les criminels de guerre.

- 23 juin : élection générale québécoise. Lomer Gouin (libéral) est réélu Premier ministre du Québec.

- 25 juin : 
  - grèves des transports à Paris;
  - premier vol de l'avion de transport allemand Junkers F 13.

- 26 juin, Allemagne : le Gouvernement Scheidemann, refusant de prendre la responsabilité de signer le texte, démissionne. Friedrich Ebert reste à son poste et confie à un cabinet de coalition la tâche d’accepter le « Diktat ».

- 28 juin : signature du traité de Versailles entre la France, ses alliés et l'Allemagne, qui met fin à la Première Guerre mondiale.
  - L’Allemagne perd 10 % de son territoire : Alsace-Lorraine, cantons d’Eupen, de Malmedy et de Moresnet (à la Belgique), Nord du Schleswig-Holstein (Danemark), Luxembourg, Posnanie et Prusse-Occidentale (Pologne). La Sarre relève pour 15 ans de la SDN. La Rhénanie est démilitarisée et occupée par les Alliés pendant 15 ans. Les Alliés imposent la livraison de tout le  matériel militaire, l’interdiction du service militaire obligatoire et la dissolution du grand état-major. L’armée devra être limitée à 100 000 hommes. L’Allemagne est tenue pour responsable des dommages de guerre.
  - Lloyd George et Woodrow Wilson s’opposent au plan de Clemenceau d’annexion de la Rhénanie tout en acceptant une occupation militaire temporaire. Il suggère que la frontière franco-allemande soit garantie par Londres et Washington et exige que les réparations couvrent les pensions des veuves de guerre. Cependant, le traité de garantie américano-britannique ne sera jamais ratifiée ni par les États-Unis ni par le Royaume-Uni et ne sera donc jamais effective, laissant la France dans une situation délicate.
  - Le traité de Versailles fixe les frontières occidentales de la Pologne qui obtient un accès à la mer avec la Prusse-Occidentale (le corridor polonais) à l’exception de Dantzig et la Posnanie.
  - Le Canada fait partie des signataires du traité de Versailles mettant fin à la Première Guerre mondiale.
  - Le Ruanda-Urundi passe sous mandat belge.
  - Le Tanganyika passe sous mandat britannique.
  - Le gouvernement de la République de Chine refuse de signer le traité de Versailles.

- 29 juin : l’armée tchèque met fin à la république slovaque des Conseils proclamée le 16 mai avec l’aide de l’armée rouge hongroise.

## Naissances
- 9 juin : Georges Bonnet, un poète et romancier français († 22 février 2021).
- 12 juin : 
  - Uta Hagen, actrice théâtrale américaine († 14 janvier 2004).
  - Ahmed Abdallah Abderamane, homme politique comorien († 26 novembre 1989).
- 14 juin : 
  - James Allen Ward VC, pilote néo-zélandais († 15 septembre 1941).
  - Sam Wanamaker, acteur et directeur américain († 18 décembre 1993).
  - Gene Barry, acteur et producteur américain († 9 décembre 2009).
- 15 juin :
  - Paul Joseph Pham Ðình Tung, cardinal vietnamien, archevêque émérite d'Hanoi († 22 février 2009).
  - Mario Revollo Bravo, cardinal italien, archevêque de Bogota († 3 novembre 1995).
  - Alberto Sordi, acteur et directeur italien († 24 février 2003).
- 21 juin
  - Guy Lux, producteur, animateur de radio et télévision († 13 juin 2003).
  - Gérard Pelletier, journaliste et politicien († 22 juin 1997).
- 23 juin : Mohammed Boudiaf, président de la République algérienne († 29 juin 1992).
- 27 juin : John Macquarrie, philosophe et théologien écossais, professeur à l'Université d'Oxford, († 28 mai 2007).
- 29 juin : Ernesto Corripio y Ahumada, cardinal mexicain, archevêque émérite de Mexico († 10 avril 2008).

## Décès
- 1er juin : Paul Cunisset-Carnot, magistrat, homme politique et écrivain français.
- 8 juin : Cora Agnes Benneson (née en 1851), avocate, conférencière et écrivaine américaine.